# Loxocarya
Loxocarya là một chi thực vật có hoa trong họ Restionaceae.